# Internationale Aktionsdekade „Wasser – Quelle des Lebens“
Die UN-Generalversammlung hat die Jahre von 2005 bis 2015 zur Internationalen Aktionsdekade „Wasser – Quelle des Lebens“ erklärt. Die Dekade begann am Weltwassertag, dem 22. März 2005. Ihr Ziel ist ein stärkerer Fokus auf wasserbezogene Fragen und die Durchführung entsprechender Programme und Projekte. Ein Schwerpunkt liegt dabei auf der Einbeziehung von Frauen in diese Prozesse.
Von 2011 bis 2020 steht die internationale Aktionsdekade unter dem Motto „biologische Vielfalt“.